# Iqaluit Airport

i7
i11
i13

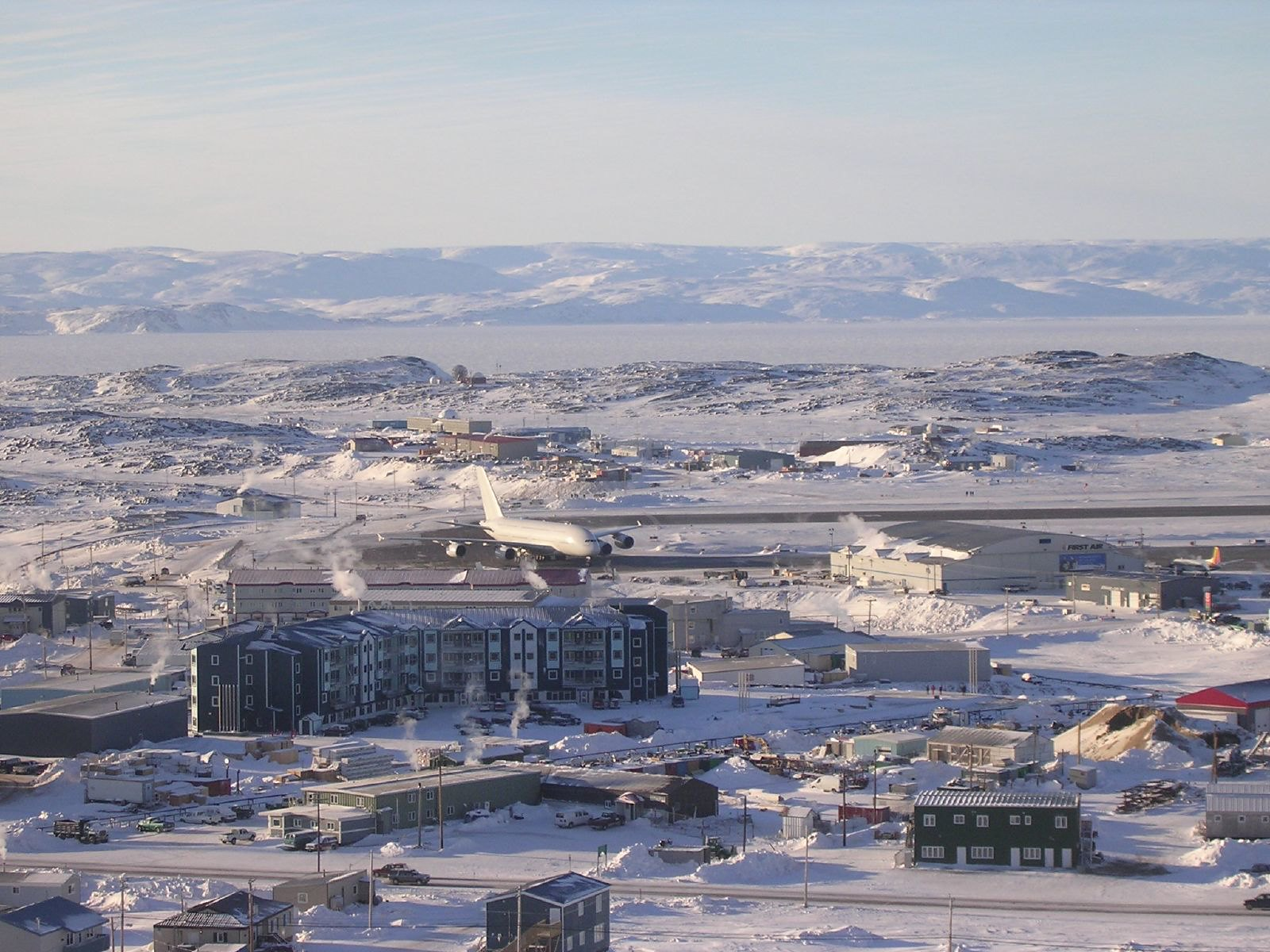
Airbus A380 auf dem Flughafen Iqaluit

Der Iqaluit Airport (IATA-Code: YFB; ICAO-Code: CYFB) ist der Verkehrsflughafen der Stadt Iqaluit im Territorium Nunavut in Kanada. Der Flughafen ist ein Platz des National Airports Systems und befindet sich im Eigentum von Transport Canada. Betrieben wird er von der Regierung des Territoriums. Bis 1987 hießen Flughafen und Stadt Frobisher Bay, daher auch der IATA-Code YFB und der ICAO-Code CYFB.
Es gibt einen regulären Flugbetrieb, beispielsweise nach Ottawa oder Montreal, aber auch kleinere Gemeinden und Siedlungen im Osten Nunavuts werden angeflogen. Außerdem ist der Flughafen Iqaluit eine Basis für Kampfflugzeuge des Typs McDonnell Douglas CF-18 Hornet der kanadischen Streitkräfte. Der Flughafen verfügt über die notwendigen Grenzschutzeinrichtungen, um internationale Flüge abzufertigen. Ferner ist der Flughafen für Notlandungen entlang der polaren Routen vorgesehen.

## Geschichte

### Militärische Nutzung
Der Flughafen Iqaluit wurde als Frobisher Bay Air Force Base während der 1940er- und 1950er-Jahre erstellt; die Basis wurde von den Vereinigten Staaten und Kanada gemeinsam für Transporte genutzt. 1963 wurde der Stützpunkt geschlossen, der Flughafen wurde danach für den zivilen Luftverkehr genutzt.

### Zivile Nutzung
Seit den 1950er-Jahren war Frobisher Bay ein gerne genutzter Landeplatz für so genannte technische Stopps für Fluggesellschaften, welche den Nordatlantik überqueren. Wenn man von Glasgow-Prestwick oder Shannon Richtung Westen startete, bevorzugte man meist eine Route via Island, bzw. die Azoren nach Gander und weiter nach New York City oder woanders hin. Jedoch musste man auf Grund von schlechten Wettervorhersagen manchmal auf eine nördlichere Route (via Frobisher Bay) ausweichen. Zwischenzeitlich betrieb die Pan Am eine Basis in Frobisher Bay.
Mit der Einführung weiterer Langstreckenflugzeuge wurde Iqaluit von internationalen Flügen immer seltener angeflogen. Trotzdem war der Flughafen immer gut besucht, als regionaler Flughafen hatte er große Bedeutung.
Während der 1960er-Jahre wurde Frobisher Bay/Iqaluit hauptsächlich von Nordair von Montreal aus bedient. Gegen Ende des Jahrzehnts expandierte Bradley Air Services und zu Beginn der 1970er-Jahre wurden zahlreiche kleinere Siedlungen in der Arktis bedient und mit lebensnotwendigen Dingen und der Post versorgt.
In den 1980er-Jahren befand sich die kanadische Flugindustrie im Umbruch, da Air Canada und Canadian Airlines International zahlreiche regionale Fluglinien aufkauften. 1977 kaufte Air Canada die Nordair, um sie 1984 an Canadian Airlines zu verkaufen. Zwischen 1985 und 1988 setzte die First Air weitere Boeing 727 auf den Strecken Montreal-Iqaluit bzw. Ottawa-Iqaluit ein. 1995 kaufte die First Air die kleine Fluggesellschaft Ptarmigan Airways, und 2000 wurde Canadian Airlines von Air Canada übernommen.

## Infrastruktur
- 2 Hangars
- 1 Terminal
- 1 Hauptrollfeld
- 3 Rampen
- „Frobisher Bay Touchdown Service“

Im Terminal befinden sich:
- Check-in-Schalter
- 3 Flugsteige
- 1 Gepäckausgabeband
- Souvenirgeschäft
- Reisebüro
- Touristeninformation
- Autoverleih
- Taxiunternehmen
- Kinderecke
- behindertengerechte Einrichtungen

Der Flughafen hat 30 Kurzzeitparkplätze.

## Zwischenfälle

### Flugunfälle

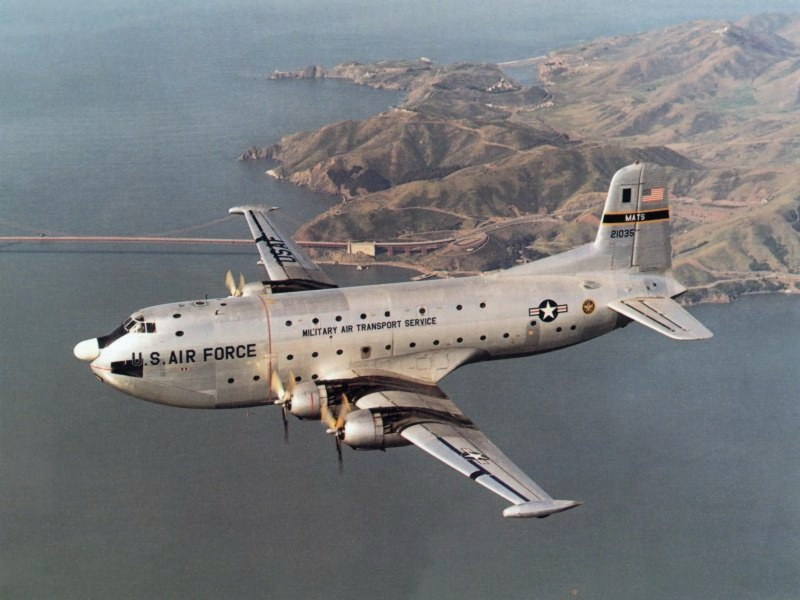
Eine mit der 1955 verunglückten Maschine baugleiche Douglas C-124C Globemaster II

- Am 27. April 1955 landete eine vom Flughafen Churchill (Manitoba, Kanada) kommende C-124C Globemaster II der US Air Force (Kennzeichen 52-0991) vor der Landebahn und brach auseinander. Alle 8 Besatzungsmitglieder überlebten den Unfall. Das Flugzeug wurde zum Totalschaden.[5]

- Am 13. Februar 1956 stürzte eine Bristol 170 der Maritime Central Airways zwei Minuten nach dem Start vom Flughafen Frobisher Bay zu Boden, wobei alle drei Insassen starben. Als Unfallursache wurde eine unzureichende Ladungssicherung festgestellt, sodass sich beim Start ein verladenes LKW-Fahrgestell in Bewegung setzte. Dadurch verlagerte sich der Schwerpunkt und der Kapitän verlor beim Versuch, zum Flughafen zurückzukehren, die Kontrolle über die Maschine (siehe auch Flugunfall einer Bristol 170 der Maritime Central Airways).[6]

- Am 23. August 1978 verunglückte eine de Havilland Canada DHC-6 Twin Otter der kanadischen Bradley Air Services (C-FQDG) kurz vor der Landung auf dem Zielflughafen Frobisher Bay. In etwa 10 Meter Höhe rollte die Maschine plötzlich scharf nach links, streifte eine Antenne und schlug in Rückenlage auf. Einer der beiden Piloten kam ums Leben, der andere sowie die vier Passagiere überlebten.[7]

- Am 29. August 1979 wurde eine de Havilland Canada DHC-6 Twin Otter der kanadischen Bradley Air Services (C-GROW) nahe dem Zielflughafen Frobisher Bay ins Gelände geflogen. Mit dem Flugzeug wurden an diesem Tag mehrere Flüge unter Sichtflugregeln nach Brevoort Island durchgeführt, 215 Kilometer östlich von Iqaluit. Beim dritten Rückflug wurden den Piloten tiefe Wolken in 400 Fuß (120 Meter) Höhe über dem Flughafen gemeldet. Die Maschine wurde 400 Meter östlich des Flughafens in nur 30 Meter Höhe ins Gelände geflogen. Alle 9 Insassen, 2 Besatzungsmitglieder und 7 Passagiere, wurden bei diesem CFIT (Controlled flight into terrain) getötet.[8]

- Am 3. Dezember 1998 wurde eine Hawker Siddeley 748 der kanadischen Bradley Air Services (C-FBNW) bei einem Startabbruch auf dem Flughafen Iqaluit irreparabel beschädigt.[9] Aufgrund von Beladefehlern des Lademeisters lag der Schwerpunkt des Flugzeugs deutlich weiter vorne als berechnet. Die dadurch benötigten höheren Kräfte am Steuer führten dazu, dass der Kapitän beim Rotieren nicht ausreichend stark zog und zu der irrigen Annahme kam, die  Flugfähigkeit der Maschine sei beeinträchtigt. Obwohl die Entscheidungsgeschwindigkeit V1 für einen Startabbruch schon um rund 20 Knoten überschritten war, brach er den Start nur 530 Meter vor dem Startbahnende noch ab. Bei dessen Überrollen hatte das Flugzeug immer noch eine Geschwindigkeit von etwa 100 Knoten (185 km/h). Nach dem Zusammenbruch des Fahrwerks rutschte es noch 240 Meter auf dem Bauch über felsiges Gelände und wurde irreparabel beschädigt. Alle sieben Insassen, vier Besatzungsmitglieder und drei Passagiere, überlebten.[10]

### Außerplanmäßige Landungen
In sehr seltenen Fällen landen Flüge wegen medizinischer oder technischer Probleme in Iqaluit zwischen.
- Am 31. Mai 1996 landete eine Boeing 747 der britischen Virgin Atlantic Airways, die von London nach Los Angeles unterwegs war, unplanmäßig in Iqaluit, nachdem ein Passagier einen Herzinfarkt erlitten hatte. Dies war das erste Mal, dass ein Jumbo Jet in Iqaluit landete. Bei der Landung wurde eines der Triebwerke beschädigt, so dass 397 Passagiere in Iqaluit strandeten. Sie konnten nach 16 Stunden, in denen sie in einer nahe gelegenen Curlinghalle untergebracht waren, ihren Flug mit zwei von Virgin Atlantic gecharterten Flugzeugen fortsetzen. Das beschädigte Flugzeug konnte repariert werden und verließ Iqaluit vier Tage später, und auch der Passagier mit dem Herzinfarkt überlebte.[12]

- Am 1. Februar 2017 führten die Piloten einer Boeing 777-300ER der Swiss von Zürich nach Los Angeles auf Grund technischer Probleme mit einem Triebwerk hier eine Sicherheitslandung durch.[13] Am 4. Februar 2017 startete in Zürich eine gecharterte Antonow nach Iqaluit, um ein neues Triebwerk für Flug LX40 auszuliefern.[14]